# Heterorhabditis megidis
Heterorhabditis megidis is een parasitaire entomopathogene rondworm, die tot het geslacht Heterorhabditis behoort. Heterorhabditis megidis leeft in mutualistische symbiose met bacteriën uit het geslacht Photorhabdus, zoals Photorhabdus luminescens. Een vage luminescentie van de pas door een Heterorhabditis megidis gedode gastheer is een onfeilbare diagnose voor deze soort (de symbiotische bacteriën zorgen voor de luminescentie). De soort komt voor in gebieden met een gematigd klimaat en werd voor het eerst in Europa gevonden.
De rondworm parasiteert op in de bodem aanwezige insectenlarven, zoals die van de gegroefde lapsnuitkever, Melolontha spp. en emelten van onder andere de weidelangpootmug . Heterorhabditis megidis kan gebruikt worden bij de biologische bestrijding van de Japanse kever (Popillia japonica) in Ohio. De rondwormen voor de biologische bestrijding worden in de handel gebracht onder de namen Heterorhabditis-System en Nemasys G. 
Infectieuze L3-larven gaan actief op zoek naar hun prooi. Naast tasten en detectie van vluchtige stoffen, die door de gastheer worden afgegeven, wordt de infectieuze larve ook aangetrokken door (E)-bèta-caryofylleen, dat door plantenwortels wordt afgegeven na vraatschade. Zo hebben infectieuze larven chemosensorische mechanismen ontwikkeld, niet alleen om de gastheren te detecteren, maar ook de locaties waar waarschijnlijk gastheren aanwezig zijn.

## Beschrijving
De eerste generatie bestaat uit tweeslachtige vrouwtjes. De tweede generatie bestaat uit vrouwtjes en mannetjes. Uit de eieren van de tweeslachtige vrouwtjes komen mannelijke en vrouwelijke larven. Als ze volwassen zijn paren ze en uit deze eieren ontstaan de infectieuze L3-larven.
De tweeslachtige vrouwtjes zijn 2,4-4,9 mm lang en de grootste breedte is 120-333 µm. De mondholte is 5-10 µm lang en 8-11 µm breed. De afstand van kop tot de zenuwring is 139-178 µm en die tot de uitscheidingsopening 193-270 µm. De slokdarm is 206-269 µm lang en de staart is 95-124 µm lang. De eieren in het lichaam van het vrouwtje zijn 53-70 µm lang en 31-48 µm breed. De vrouwtjes van de tweede generatie zijn 1,5-2,5 mm lang en de grootste breedte is 95-140 µm. De mannetjes zijn 0,8-1,1 mm lang en de grootste breedte is 44-50 µm. De mondholte is 2-4 µm lang en 3-6 µm breed. De afstand van kop tot de zenuwring is 96-112 µm en die tot de uitscheidingsopening 139-176 µm. De slokdarm is 122-134 µm lang. De staart is 35-43 µm lang. De cloaca is 22-31 µm breed. De spicula zijn 46-54 µm lang en 5-8 µm breed. Het  gubernaculum is 17-24 µm lang. De infectieuze L3-larve is 0,7-0,8 mm lang en de grootste breedte is 27-32 µm. De afstand van kop tot de zenuwring is 104-115 µm, die tot de uitscheidingsopening 123-142 µm. De slokdarm is 147-160 µm lang. De staart is 112-128 µm lang.
Heterorhabditis megidis heeft ventraal en lateraal 4 groepen van bursale (bursa=vleugel) papillae en 3 papillae terminaal gegroepeerd.
Voor het vermeerderen van rondwormen komen de bacteriën van het geslacht Photorhabdus uit het spijsverteringskanaal van de rondworm vrij. Deze bacterie wordt verantwoordelijk gehouden voor het doden van de gastheer, waarna de bacteriën en de rondwormen zich kunnen gaan voeden met de dode gastheer en zich kunnen gaan vermenigvuldigen. Photorhabdus-bacteriën koloniseren eerst het spijsverteringskanaal en vermenigvuldigen zich daarna alleen in de lichaamsvloeistof (hemolymfe). Pas later koloniseren ze alle andere insectenweefsels.
3,5-Dihydroxy-4-isopropyl-trans-stilbene is een door Photorhabdus luminescens geproduceerd bacterieel stilbenoïde. Experimenten met geïnfecteerde rupsen van de grote wasmot tonen aan dat deze stof de concurrentie van andere micro-organismen minimaliseert en het bederf voorkomt van de door de rondwormen geïnfecteerde dode kever.